# Big Syke
Tyruss "Big Syke" Himes (Inglewood, California; 31 de marzo de 1968-Hawthorne, California; 5 de diciembre de 2016) fue un rapero estadounidense que fue amigo de Tupac Shakur. Llegó a estar en el grupo Thug Life con Tupac. Después de la ruptura y de la puesta en libertad de Tupac, Syke se unió a Outlawz, bajo el alias de Mussolini.
El lunes 5 de diciembre de 2016, Tyrus fue encontrado muerto en su residencia de California.

## Discografía
- Be Yo' Self (1996)
- Big Syke Daddy (2001)
- Street Commando (2002)
- Big Syke (2002)
- Volume 1 (Mixtape) (2007)
- Black Thunder (2010)